# Suicide Commando

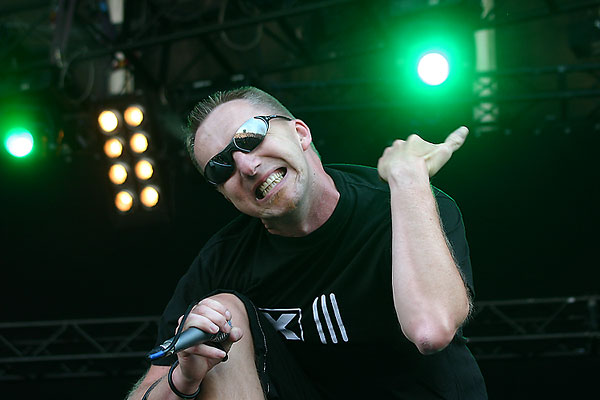
Johan Van Roy

Suicide Commando är en belgisk musikakt som huvudsakligen kombinerar inslag från EBM med electro. Suicide Commando skapades 1986 av Johan Van Roy, som också är enda medlem. 

## Diskografi

### Studioalbum
- Critical Stage (1994)
- Stored Images (1995)
- Construct-Destruct (1998)
- Mindstrip (2000)
- Axis of Evil (2003)
- Bind, Torture, Kill (2006)
- Implements of Hell (2010)
- When Evil Speaks (2013)
- Forest of the Impaled (2017)

### Samlingsalbum
- Contamination (1996)
- Re-construction (1998)
- Chromdioxyde (1999)
- Anthology (2002)
- X20 (2007)
- The Suicide Sessions (2011)
- Electro Convulsion Therapy (2015)
- X-30 COMPENDIUM (2016)

### Singlar och EP
- Comatose Delusion (2000)
- Hellraiser (2000)
- Love Breeds Suicide (2001)
- Face of Death (2003)
- Cause of Death: Suicide (2004)
- Cause of Death: Suicide / One Nation Under God (2004)
- Godsend / Menschenfresser (2005)
- Until We Die / Severed Head (2009)
- Die Motherfucker Die (2009)
- God Is In the Rain (2010)
- Death Cures All Pain (2010)
- Attention Whore (2012)
- Unterwelt (2013)
- The Pain That You Like (2015)

### Kassettband
- Suicide Commando (demo) (1988)
- This Is Hate (1989)
- Industrial Rape I (1990)
- Crap (1990)
- Go to Hell (album)|Go to Hell (1990)
- Into the Grave (1991)
- Industrial Rape II (1991)
- Black Flowers (1992)
- Electro Convulsion Therapy (1993)